# Stephanauge abyssicola
Stephanauge abyssicola is een zeeanemonensoort uit de familie Hormathiidae. De anemoon komt uit het geslacht Stephanauge. Stephanauge abyssicola werd in 1877 voor het eerst wetenschappelijk beschreven door Moseley. 